# Déthié Marame Ngalngou Fall
Déthié Marame (Decce u Maram en wolof) est le neuvième damel (souverain) du Cayor, un royaume pré-colonial situé à l'ouest de l'actuel Sénégal.
Succédant à son cousin Biram Yacine Boubou, il règne pendant deux ans, entre 1681 et 1683. Il est tué à la bataille de Khéléré.
Son frère Mafaly lui succède.